# ماهیچه زیرترقوه
ماهیچه زیرترقوه (Subclavius muscle) یکی از دو ماهیچه بسیار کوچک متصل به استخوان ترقوه است که از سطح فوقانی دنده شماره ۱ منشا میگیرد. این عضله از شبکه بازویی عصب دهی میشود.

## نگارخانه

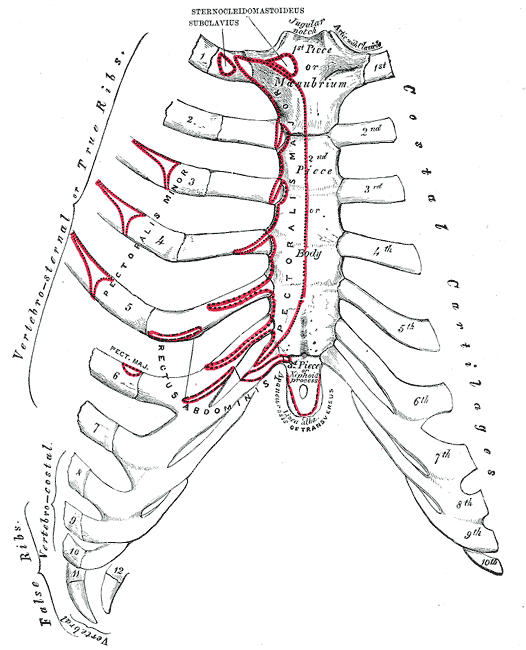
Anterior surface of sternum and costal cartilages.
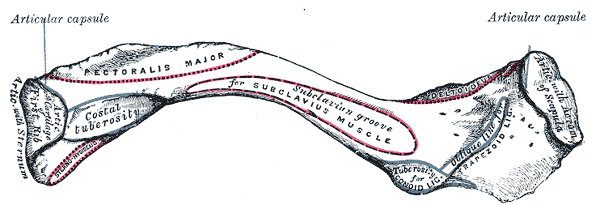
Left clavicle. Inferior surface.
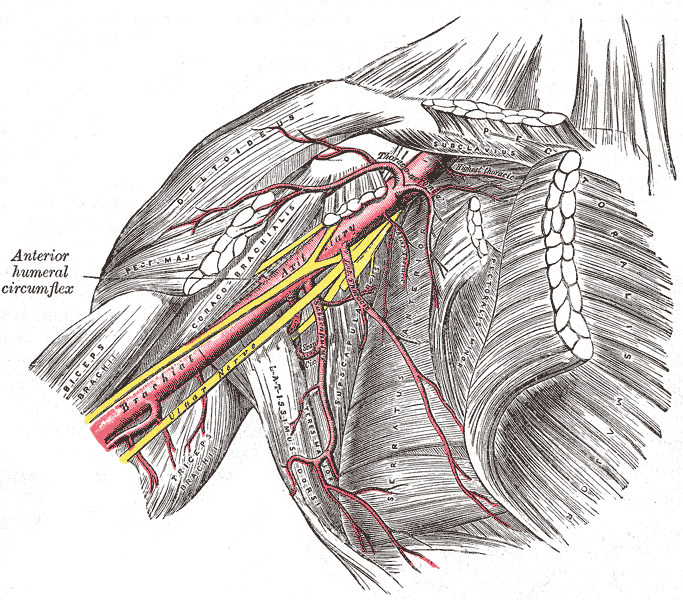
The axillary artery and its branches.
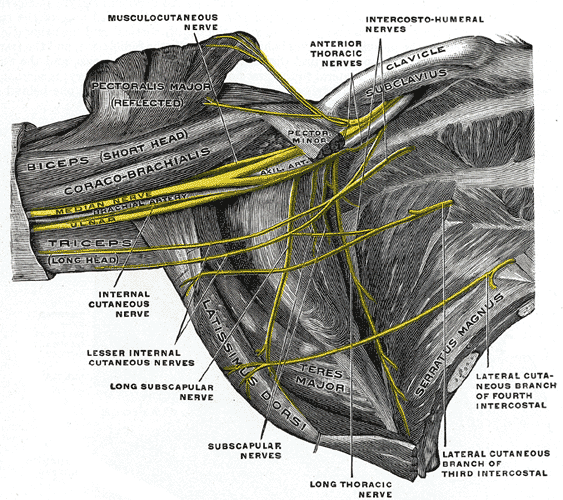
The right brachial plexus (infraclavicular portion) in the axillary fossa; viewed from below and in front.
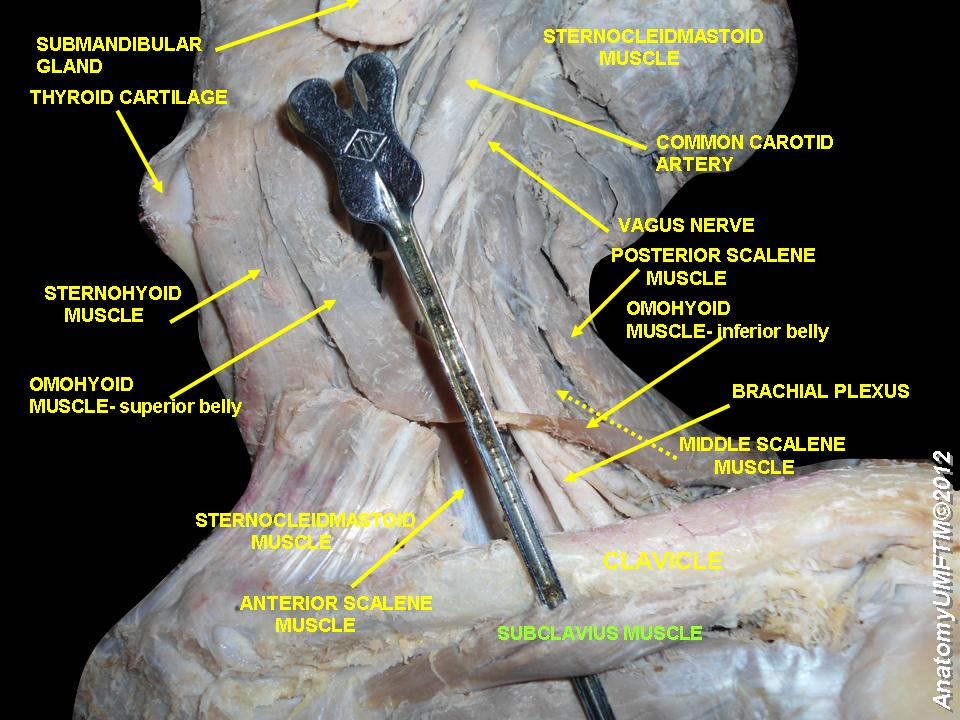
Subclavius muscle - left view
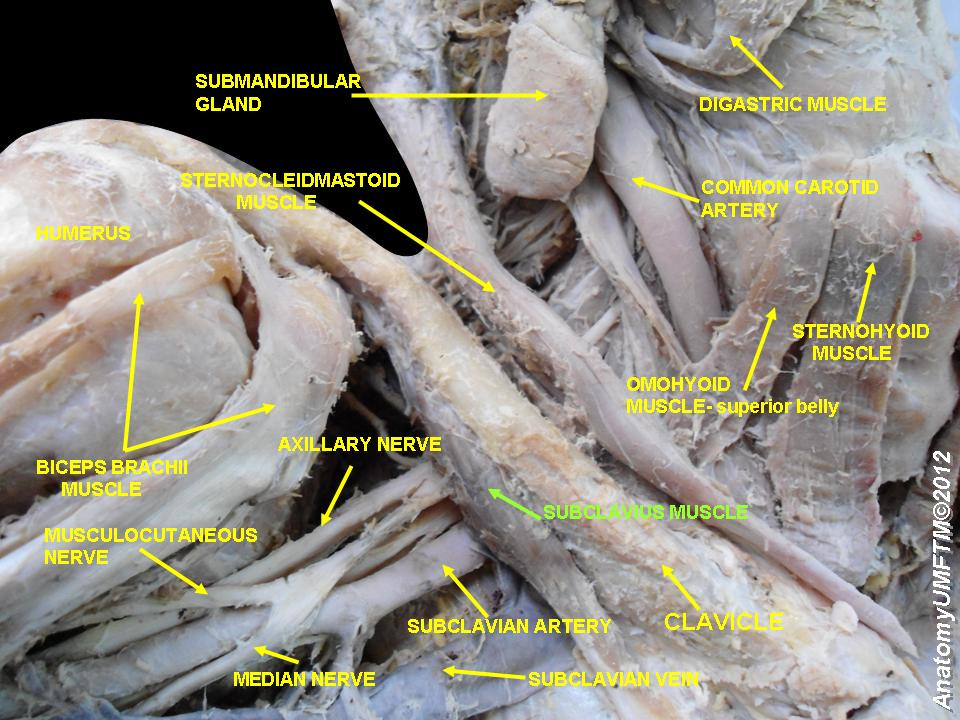
Subclavius muscle- right view

## منبع
- این مقاله در بردارندهٔ بخش‌هایی از صفحه page 438   چاپ ۲۰ام آناتومی گری (۱۹۱۸) است که در مالکیت عمومی قرار دارد.